# Jailolo

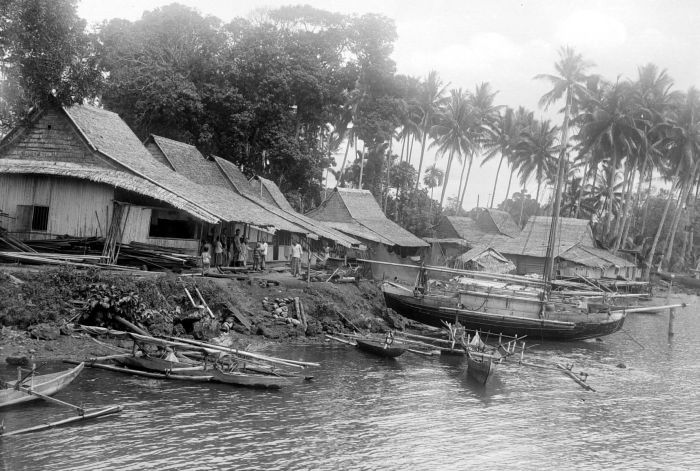
La plage de Jailolo aux alentours de 1920

Jailolo est un kecamatan district du kabupaten de Halmahera occidental dans la province indonésienne des Moluques du Nord. Il est situé sur la côte occidentale de Halmahera. C'est un port qui dessert les villages côtiers du nord-ouest de l'île.

## Histoire
Jailolo est un ancien sultanat. Jusqu'à l'arrivée des Européens, c'était la plus importante entité politique de Halmahera.

## Culture

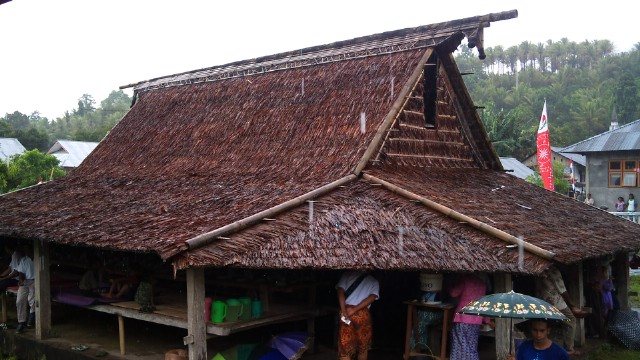
Une sasadu, maison traditionnelle des Sahu

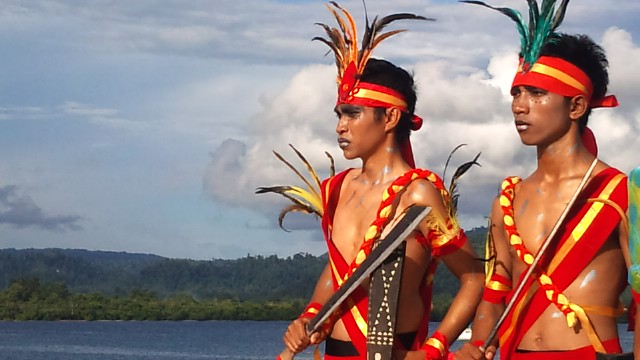
Danseurs lors du festival de la Baie de Jailolo en 2011

La population locale sont les Sahu. Ils fêtent la moisson du riz en août et en septembre par des danses traditionnelles. Les Sahu se sont convertis récemment au christianisme.